# Ernest Cady
Ernest Cady (Stafford, 6 septembre 1842-Hartford, 16 février 1908) est un homme politique américain, gouverneur du Connecticut de 1893 à 1895.

## Biographie
Après des études au Eastman Business College, il participe à la Guerre de Sécession dans la Navy, servant sur le Westfield et prend part à la bataille de la baie de Mobile. Après la guerre, il retourne à Stafford puis s'installe à Hartford où il travaille comme entrepreneur.
Démocrate, il est élu en 1892 Vice-gouverneur de l'état du Connecticut puis gouverneur de 1893 à 1895. Il est aussi durant cette période Gouverneur et Président du Sénat du Connecticut.
Il meurt d'une insuffisance cardiaque alors qu'il prenait un bain, le 16 février 1908.